# Флаг Черемшанского района
Флаг Черемшанского муниципального района Республики Татарстан Российской Федерации — опознавательно-правовой знак, служащий официальным символом муниципального образования.

## Описание
«Флаг Черемшанского района представляет собой прямоугольное красное полотнище с отношением ширины к длине 2:3, несущее вдоль нижнего края зелёную полосу в 1/6 полотнища, и над ней фигуры герба: стену с аркой (воспроизведённую вплотную к зелёной полосе) и сидящую на ней сову, изображённые белым и серым цветами».

## Обоснование символики
Флаг разработан на основе герба района, который отражает исторические и географические особенности местности.
В XVIII столетии здесь находился южный рубеж государства. Через территорию современного Черемшанского района проходила вторая Закамская «Черемшанская» пограничная линия. В 1732—1736 годах были построены Черемшанская и Шешминская крепости, о чём на флаге говорит изображение стены. Стена — символ надёжности, прочности и самостоятельности района. Сова, олицетворяющая бдительность, проницательность и мудрость, дополняет пограничную символику флага. Изображение открытых ворот (арки) говорит о гостеприимстве и доброте местных жителей.
Белый цвет (серебро) в геральдике символ благородства, чистоты, великодушия.
Красный цвет символизирует мужество, труд, праздник, красоту.
Зелёный цвет — символ сельского хозяйства, плодородия, природы, жизни.